# بيرك بويس
بيرك بويس (بالإنجليزية: Burke Boyce)‏ هو مبارز بالسيف أمريكي، ولد في 19 يونيو 1901 في سانت لويس في الولايات المتحدة، وتوفي في 15 ديسمبر 1969 في فلاغستاف في الولايات المتحدة.

## وصلات خارجية
- بيرك بويس على موقع أوليمبيديا (الإنجليزية)